# 阿爾比昂 (愛荷華州)
阿爾比昂是美国艾奥瓦州馬歇爾縣下轄的一个城市。2010年人口统计为505人。